# Ahmed Szah Chan
Ahmed Szah Chan, dari احمد شاه خان, paszt. احمد شاه خان (ur. 23 września 1934 w Kabulu, zm. 4 czerwca 2024) – następca tronu Afganistanu w 1942–1973, pretendent do tronu tego kraju od 2007.

## Życiorys
Urodził się jako drugi syn króla Afganistanu Mohammada Zaher Szacha (1914–2007) i jego żony Homajry Begum (1918–2002). Dorastał z siedmiorgiem rodzeństwa, dwiema siostrami: Bilkis (ur. 1932) i Marjam (1936–2021), oraz pięcioma braćmi: starszym Mohammadem Akbar Chanem (1933–1942), i młodszymi: Mohammadem Nader Chanem (1941–2022), Szachem Mohammadem Chanem (1946–2002), Mohammedem Daudem Pasztunjarem Chanen (ur. 1949), Mir Wajs Chanem (ur. 1957).
Po śmierci starszego brata (26 listopada 1942) został następcą tronu Afganistanu. Wykształcenia podstawowe odebrał od domowych guwernantów, następnie uczęszczał do Liceum Estekilal i szkoły kadetów w Kabulu. W 1952 rozpoczął studia na Uniwersytecie Oksfordzkim (prawo, historia, socjologia). Później przeniósł się do Instytutu Nauk Politycznych w Paryżu (1957–1961). W 1961–1973 pracował w Ministerstwie Spraw Zagranicznych.
W wyniku zamachu stanu przeprowadzonego 17 lipca 1973 przez Mohammeda Dauda Chana Afganistan został ogłoszony republiką, a członkowie domu panującego aresztowani. 26 lipca tego rok Ahmed Szach Chan został uwolniony z nakazem opuszczenia kraju. Wyjechał do Rzymu, aby ostatecznie osiąść w Virginia Beach. W 2004 powrócił z emigracji i zamieszkał w Kandaharze. Po śmierci swojego ojca, 23 lipca 2007 ogłosił się pretendentem do tronu Afganistanu.

## Rodzina
22 listopada 1961 w Kabulu ożenił się z Chatul Begum (ur. 1940), córką Mohammada Umara Chana Zikerii i jego żony Sultany Begum, córki Mohammeda Nadera Szacha (1880–1933). Małżeństwo ma córkę i dwóch synów:
- Mohammed Zaher Chan (ur. 26 maja 1962) ⚭ Oszila Begum (ur. 1958)
- Hawa Chanum (ur. 27 października 1963)
- Mohammed Emel Chan (ur. 1969)